# Paire de rois
Paire de rois (Pair of Kings) est une série télévisée américaine en 67 épisodes de 23 minutes créée par Dan Cross et David Hoge et diffusée entre le 10 septembre 2010 et le 18 février 2013 sur Disney XD.
Au Québec, la série est diffusée depuis le 11 janvier 2012 sur VRAK.TV et en France à partir du 11 décembre 2010 sur Disney XD.

## Synopsis
Cette série met en scène Brady (Mitchel Musso) et Boomer (Doc Shaw), deux frères jumeaux, qui se font martyriser par leurs camarades de classe, jusqu’au jour où un homme du nom de Mason (Geno Segers) leur annonce que leurs parents possédaient une île du nom de Kinkow, dont ils sont les nouveaux rois.
En arrivant sur l’île, Brady tombe amoureux de la fille de Mason, Mikayla (Kelsey Chow). Elle leur fait visiter le domaine où ils vont vivre et font la connaissance de leur cousin Lanny (Ryan Ochoa), qui fera tout pour prendre leur place.
Les jeunes rois découvriront que dans l'île de Kinkow, il existe réellement la magie noire et des monstres mythiques (fantômes, sirènes...). Il existe aussi un côté sombre de l'île où vivent la plupart des forces obscures, des monstres et un peuple d'homme tarentules qui veulent renverser les jeunes rois pour faire de l'ensemble de l'île un lieu maléfique au lieu d'un côté sombre.
Au cours de la saison 3, le roi Brady quitte l'île pour essayer de devenir un homme aux yeux de Mikayla laissant sa place de co-roi vacant. Le soir du jour de départ du roi Brady une violente tempête éclate et fait échouer sur l'île le frère disparu des jeunes rois. Ce frère a pour prénom Boz (Adam Hicks), il avait disparu quand les jeunes rois étaient bébé et qu'il était devenu entre-temps le roi d'une île voisine nommée Mindu. L'île de Mindu fut détruite par la tempête et le roi Boz et son peuple ont trouvé refuge sur l'île de Kinkow. En découvrant la véritable identité de Boz, le roi Boomer décide de mettre Boz à la place de son frère Brady comme co-roi et d'accepter le peuple de son frère à venir s'installer sur l'île de Kinkow.

## Fiche technique
- Titre original : Pair of Kings
- Titre français : Paire de rois
- Création : Dan Cross, David Hoge
- Réalisation : Linda Mendoza, Victor Gonzalez ; Eric Dean Seaton, Leonard R. Garner Jr., David Kendall, Joel Zwick (saisons 1-2) ; Adam Weissman, Robbie Countryman (saison 2)
- Scénario : Matt Wickline (supervision) ; Dan Cross, David Hoge, Sean William Cunningham, Marc Dworkin, Donald R. Beck, Dave Polsky (saisons 1-2) ; Chris Atwood (saison 2) ; Lisa Muse Bryant (saisons 2-3)
- Décors : Wendell Johnson (saisons 1-2) ; Scott Cobb (saison 3)
- Costumes: Shanna Knecht
- Photographie : John Simmons
- Musique : Jamie Dunlap
  - Chanson du générique Top of the World, interprétée par Mitchel Musso et Doc Shaw
- Production : Leo Clarke ; Dan Cross, David Hoge et Matt Wickline (exécutifs)
- Société de production : It's a Laugh Productions, Disney XD Original Productions
- Pays : États-Unis
- Langue : anglais
- Nombre d'épisodes : 67 (3 saisons)
- Durée : 24 minutes
- Format : Couleurs - 1,78:1 - Son stéréo
- Dates de première diffusion :  États-Unis : 10 septembre 2010 (Disney XD) ;  Québec : 11 janvier 2012 (VRAK.TV) ;  France : 11 décembre 2010 (Disney XD France)

## Distribution

### Acteurs principaux
- Mitchel Musso (VF : Gauthier de Fauconval) : Brady Parker (saisons 1 à 2)
- Doc Shaw (VF : Antoni Lo Presti) : Duke "Boomer" Parker
- Adam Hicks (VF : Sébastien Hébrant) : Bryan "Boz" Parker (saison 3)
- Kelsey Chow (VF : Esther Aflalo) : Mikayla Makoola
- Ryan Ochoa (VF : Maxym Anciaux) : Lanny Parker
- Geno Segers (VF : Mathieu Moreau) : Mason Makoola

### Acteurs récurrents et invités
- James Hong : Timothy Kalooka-Khan (saisons 1 à 3 : 8 épisodes)
- Brittany Ross : Candis (saisons 2 et 3 : 7 épisodes)
- Logan Browning : Rebecca Dawson (saisons 1 à 3 : 6 épisodes)
- Doug Tait : Momie / M. Boogey (saisons 1 à 3 : 6 épisodes)
- Derek Anthony : Le garde (saisons 1 et 2 : 5 épisodes)
- Vincent Pastore : Yamakoshi (saisons 1 et 2 : 4 épisodes (voix))
- Martin Klebba : Hibachi (saisons 1 et 2 : 3 épisodes)
- John Eric Bentley : Oncle Bill (saison 1 : 3 épisodes)
- Doug Brochu : Oogie (saisons 1 et 2 : 2 épisodes)
- Tichina Arnold : Tante Nancy (saison 1 : 2 épisodes)
- Michael Bailey Smith : Zadoc (saison 2 : 2 épisodes)
- Carlson Young : Chelsea (saison 3 : 2 épisodes)
- Abigail Klein : Tiffany (saison 3 : 2 épisodes)
- Davis Cleveland : Chauncey (saison 1 : 1 épisode)
- Tyrel Jackson Williams : Hilo Tutuki (saison 1 : 1 épisode)
- Tiffany Mulheron : Princesse Iris (saison 1 : 1 épisode)
- Dalip Singh Rana : Atog (saison 1 : 1 épisode)
- Christoph Sanders : Tristan (saison 1 : 1 épisode)
- Ben Giroux : Pupaley (saison 1 : 1 épisode)
- Leslie-Anne Huff : (saison 1 : 1 épisode) Aerosol
- Madison Riley : Amazonia (saison 1 : 1 épisode)
- Jennifer Stone : Priscilla (saison 2 : 1 épisode)
- John Tartaglia : Le perroquet (saison 2 : 1 épisode (voix))
- Jennifer Elise Cox : Dame des Cavernes (saison 2 : 1 épisode)
- Karan Brar : Tito (saison 3 : 1 épisode)

- Version française
  - Studio de doublage : Dubbing Brothers 
  - Direction artistique : Jennifer Baré[1]
  - Adaptation : Fabienne Goudey

## Personnages
Mitchel Musso dans le rôle du roi Brady (saisons 1-2) - L'un des deux protagonistes de la série dans les saisons 1 et 2. A hérité du teint de peau de son père. Il a le béguin pour Mikayla. Il est plus illogique et dans certaines situations plus sérieux que Boomer et il semble être un peu enfantin. Il utilise souvent son histoire d'intimidation pour aider à comprendre comment résoudre un problème. Il joue de la guitare. Il est retourné à Chicago dans la saison 3 après avoir entendu Mikayla dire qu'il était immature et qu'il ne mûrirait jamais tant qu'il serait roi.
Doc Shaw en tant que King Boomer - L'un des deux protagonistes de la série. Hérité du teint de peau de sa mère. Boomer a des moments d'insouciance et est rarement sérieux, contrairement à son frère Brady, mais dans la saison 2, il commence à se comporter d'une manière légèrement plus responsable et courageuse que Brady. Dans la saison 3, il s'habitue encore à avoir un autre frère et est devenu la voix de la raison entre lui et Boz. Dans la troisième saison deux parter, il a été révélé connaître le ballet. Il a également ouvert son propre club appelé "Boomerama" dans la saison 3. Dans l'épisode "Bond of Brothers", il est révélé que "Boomer" est en fait un surnom, mais Boomer est interrompu avant de révéler son vrai nom.
Adam Hicks en tant que roi Boz de Mindu (saison 3) - L'un des deux protagonistes de la série dans la saison 3. A hérité du teint de peau de son père. Il est le frère triplé perdu depuis longtemps de Brady et Boomer, qui s'est perdu dans une tempête sur Mindu il y a 17 ans. Il a été élevé par des singes jusqu'à l'âge de dix ans, après quoi il a été trouvé et adopté par le roi et la reine de l'île de Mindu. Il n'aime pas beaucoup Mikayla car il a l'impression qu'elle ressemble à son ex-petite amie même s'il est très clair qu'elles ne se ressemblent pas. Il a tendance à se comporter comme un vrai singe de temps en temps, ce qui le rend sauvage et imprévisible. Boz possède également le pouvoir de converser avec les animaux, comme on le voit lorsqu'il sauve Boomer et Mikayla d'un gorille. On le précise bien dans les premiers épisodes de la saison 3, celui des triplés, Boz est le plus intelligent. Il est aussi le seul qui semble avoir une intelligence au moins moyenne, sinon finie. Dans "Je sais ce que vous avez fait dimanche dernier", il a été révélé qu'en tentant de chercher un abri, il avait débouché l'égout pluvial de Mindu, ce qui a fait couler rapidement l'île.
Kelsey Chow comme Mikayla Makoola - Fille unique de Mason, Mikayla assiste les triplés à plusieurs reprises. Elle est intrépide et peut tout gérer, d'autant plus qu'elle a hérité des talents de combattant de son père. Elle se montre très douée avec sa machette, qu'elle appelle « Stabitha ». Mikayla est le genre de personne qui dit aux rois tout ce qu'ils doivent savoir, pas seulement ce qu'ils veulent entendre. Brady a le béguin pour elle, mais elle le rejette continuellement quand il veut sortir avec elle. Dans la finale de la saison 2, Mikayla pense qu'elle pourrait aimer Brady après avoir rêvé qu'ils s'embrassaient presque. Elle remet cela en question et l'embrasse finalement pour le briser d'un sort placé sur lui par le roi maléfique. Dans le premier épisode de la saison 3, Mikayla se sent coupable en apprenant que Brady avait quitté Kinkow.
Ryan Ochoa comme Lanny - le méchant cousin de Boomer et Boz qui était l'héritier du trône jusqu'à l'arrivée de Boomer et Brady. Il est l'antagoniste inepte de la série. Il passe généralement son temps à essayer de trouver des moyens de se débarrasser de Brady et Boomer et tente de leur causer des problèmes. Bien qu'au début indifférents à Lanny, les rois ont accumulé une quantité inexplicablement grande d'amour et de confiance pour lui et interprètent à tort toute action qu'il fait comme essayant de les aider. Lorsque Brady quitte Kinkow, Lanny retire le King Ring de Mikayla, afin que Mikayla lui rende une faveur. Dans l'épisode de la saison 3 "O Lanada", Boomer et Boz donnent à Lanny la nation insulaire de Lanada sans se rendre compte que le gopher producteur d'or de Kinkow y vit. En fin de compte, Lanny garde Lanada. Lorsque Lanny a voulu faire don de sa broche pour restaurer Kaita le Bat-Rider, les Tarentula People ont prévu de prendre la broche de Lanny de force devant Mikayla. Après que Kaita le Bat-Rider soit restauré et que Mikayla confronte Lanny pour ses actions, Lanny déclare qu'il est temps que sa faveur soit appelée et veut qu'elle garde le silence sur sa trahison. Cependant, dans la bataille, Lanny décide d'aider le royaume en détruisant les zombies à l'aide d'un canon. Il apprend vite que Kinkow est sa vraie maison et décide d'être gentil.
Geno Segers comme Mason Makoola - Le conseiller royal fort et intrépide et ami fidèle des parents des rois. Il est le père trop protecteur de Mikayla et menace toujours tout garçon qui tente de l'inviter à sortir, y compris le roi Brady (Mikayla révèle que la surprotection de son père est la raison pour laquelle elle a dû assister à son bal de promo avec un zèbre pour son rendez-vous). Il est souvent surnommé « Sasquatch ».